# 2009 DK143
2009 DK143, também escrito como 2009 DK143, é um objeto transnetuniano que está localizado no Cinturão de Kuiper, uma região do Sistema Solar. Este corpo celeste é classificado como um cubewano. Ele possui uma magnitude absoluta de 9,0 e tem um diâmetro estimado com 70 km.

## Descoberta
2009 DK143 foi descoberto no dia 18 de fevereiro de 2009.

## Órbita
A órbita de 2009 DK143 tem uma excentricidade de 0,172 e possui um semieixo maior de 43,548 UA. O seu periélio leva o mesmo a uma distância de 36,043 UA em relação ao Sol e seu afélio a 51,052 UA.